# 潮汐巨龍屬
潮汐巨龙（属名：Paralititan，意为“潮汐巨人”）是一属巨型泰坦巨龙类蜥脚类恐龙，化石发现于埃及晚白垩世巴哈利亚组的海岸沉积物中，生存于9960至9350万年前。

## 詞源
羅氏潮汐龍（Paralititan stromeri）意為「Ernest Stromer的潮汐巨人族」。牠們是由Joshua B. Smith、Matthew C. Lamanna、Kenneth J. Lacovara、彼得·達德森、Jennifer B. Smith、Jason C. Poole、Robert Giegengack、以及Usery Attia在2001年所命名；種名是紀念德國古生物學家與地理學家Ernest Stromer，他在1900年代早期於非洲地區發現了許多恐龍。 

## 描述

与人类的体型比较，已知材料呈白色

发现化石的研究团队的非正式领导者约书亚·史密斯（Joshua Smith）在采访中说：“无论如何，它（指潮汐巨龙）确实是一只巨型恐龙。”
目前对潮汐巨龙知之甚少，因此很难估算其确切尺寸。然而，有限材料――尤其是修长的肱骨――表明本属是已知最大的恐龙之一，体重估计为59 t（65 short ton）。完整的右肱骨长1.69米（5.54英尺），是当时已知最长的白垩纪蜥脚类肱骨，直到2016年发现肱骨长1.76米（5英尺9英寸）的南巨龙后，该记录才被打破。2006年，肯尼思·卡彭特（Kenneth Carpenter）以萨尔塔龙为模板，估算其身长约为26米（85英尺）。 斯科特·哈特曼（Scott Hartman）估计其体型庞大，但仍小于普尔塔龙、阿拉摩龙和阿根廷龙等最大的泰坦巨龙类。2010年，格雷戈里·保罗估计其身长20多米（66英尺），重20吨（24.2短吨）。2012年，托马斯·霍兹（Thomas Holtz）估计其身长为32米（105英尺），重65.3至72.5吨（72至80短吨）。2016年，使用基于四足动物肱骨及股骨周长的体重估算方程式，算出其体重约为50 t（55 short ton）。2019年，保罗估计其体重在30至55吨（33至60.6短吨）之间。2020年，鲁本·莫利纳－佩雷兹（Rubén Molina-Pérez）与亚西尔·拉腊门迪（Asier Larramendi）估计其长27米（88.6英尺），重30吨（33短吨）。
地层中发现另一种蜥脚类是埃及龙。潮汐巨龙与埃及龙的区别在于前者体型更大，而后者估算出的体重仅有15吨，可能是由于其前段尾椎缺乏侧凹，且肱骨上有一个相对较长的三角嵴。

## 发现

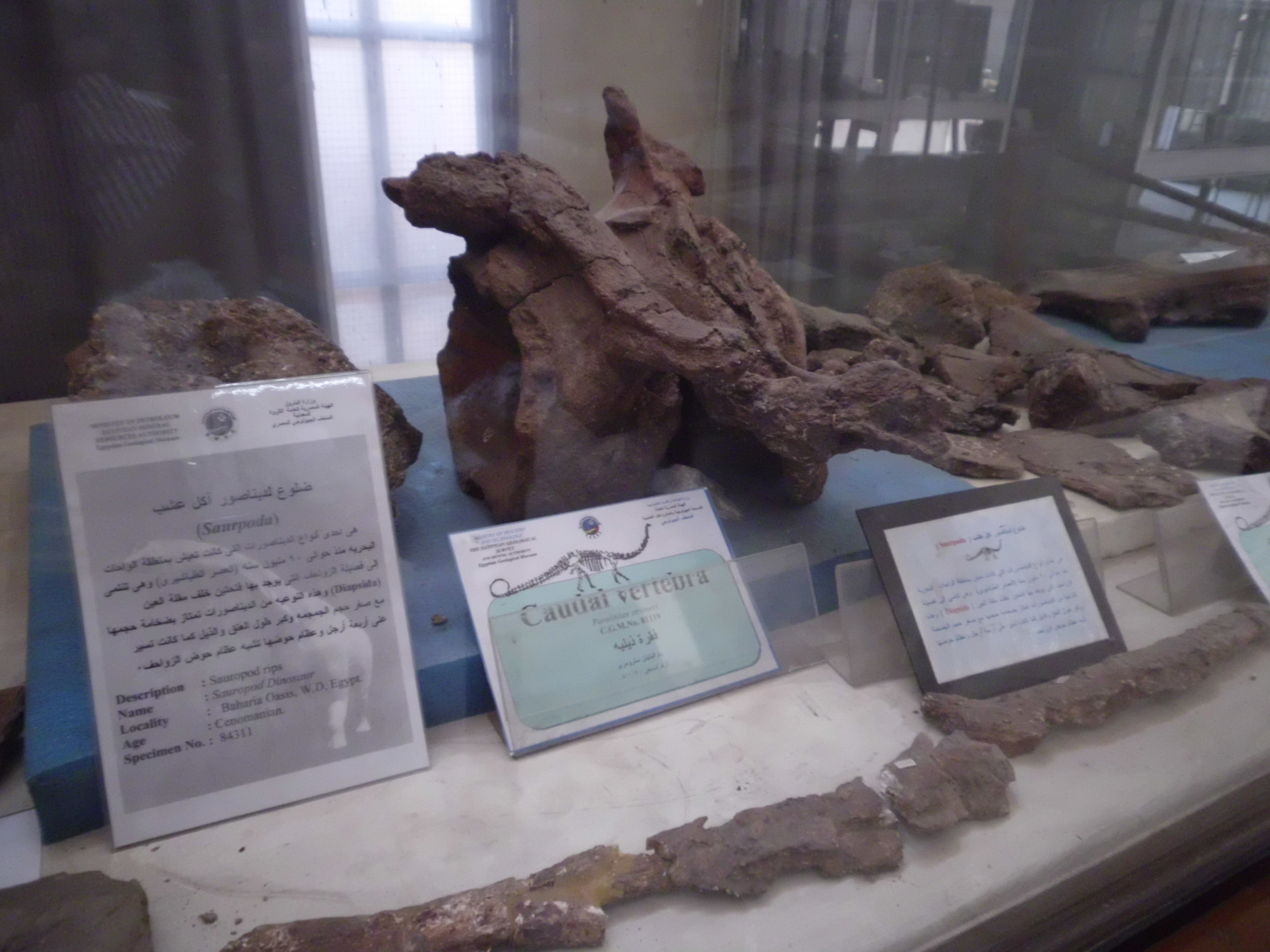
首次发现的尾椎及其它化石

1999年，约书亚·史密斯在巴哈利亚绿洲重新发现了盖贝尔区化石遗址（Gebel el Dist site），理查德·马克格拉夫（Richard Markgraf）曾于1912、1913和1914年在此地为恩斯特·斯特莫挖掘化石。2000年，一支美国考察队被派往重访该遗址。然而，显然马克格拉夫已取走所有较完整骨骼，只剩下有限残骸。考察队在附近的盖贝尔·法加（Gebel Fagga）新遗址成功地发现部分蜥脚类骨骼。 拉科瓦拉将其鉴定为新物种。2001年，模式种斯氏潮汐巨龙（Paralititan stromeri）由约书亚·史密斯、马修·拉曼纳（Matthew Lamanna）、肯尼思·拉科瓦拉（Kenneth Lacovara）、彼得·达德森（Peter Dodson）、詹妮弗·史密斯（Jennifer Smith）、杰森·查利斯·波勒（Jason Charles Poole）、罗伯特·盖冈迦克（Robert Giegengack）和尤斯瑞·阿蒂亚（Yousri Attia）正式命名并描述。属名意为“潮汐巨人（取自希腊语para＋halos，意为海岸）”，指该物种所生存的Paralic潮滩，种名纪念德国古生物学家兼地质学家恩斯特·斯特莫（Ernst Stromer von Reichenbach），他于1911年首次在该地区发现恐龙化石。本属代表自罗默1935年出版物发表以来巴哈利亚组发现的第一种四足动物。

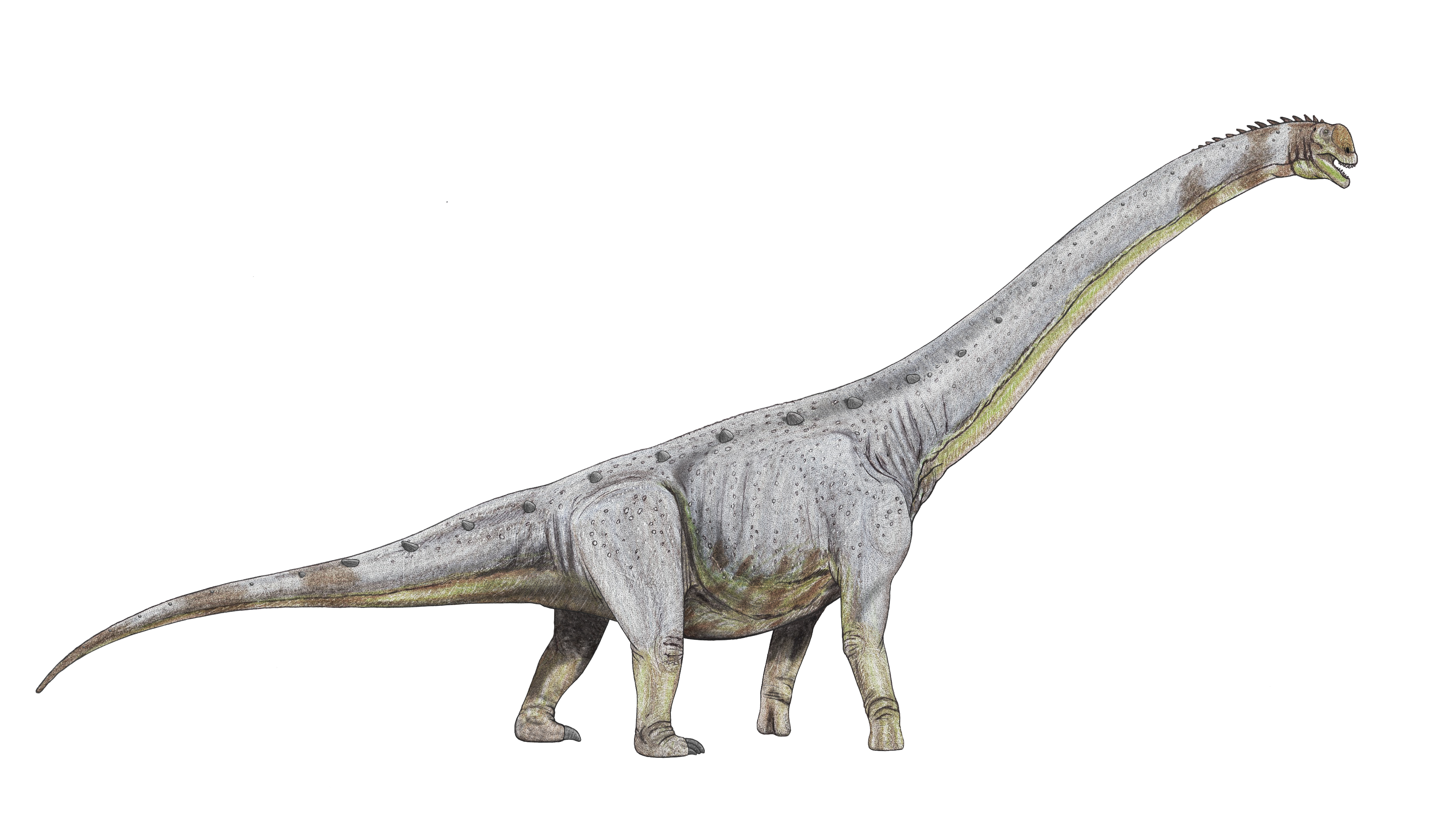
复原图

正模标本CGM 81119发现于巴哈利亚组的一层中，地质年龄可追溯到森诺曼阶，由缺少颅骨的部分骨骼组成。它是不完整的，除包括两节融合的后段骶椎、两节前段尾椎、两个不完整的肩胛骨、两个肱骨及一个掌骨在内的骨骼碎片外，其余化石皆不完整。标本显示其尸体曾被食肉恐龙啃咬，因为各种脱节骨骼聚集于一个8米长的椭圆形区域内，而且其中发现了一颗鲨齿龙牙齿。标本现为开罗地质博物馆的藏品之一。
斯特莫于1932年将巨型前段背椎1912V11164分类为“巨型蜥脚类未定种”，2001年暂时归入潮汐巨龙。

## 古生态学
被食肉恐龙清理的骨骼保存于以Weichselia reticulata（一类种子蕨门红树林植被）的叶片及根系化石形式保存的潮滩沉积物中，其居住的红树林生态系统位于特提斯洋南岸。潮汐巨龙是第一种被证实居住在红树林栖息地的恐龙，与大型食肉动物鲨齿龙、棘龙和蜥脚类的埃及龍屬同期共存。